# とき (列車)
ときは、東日本旅客鉄道（JR東日本）が上越新幹線の東京駅・越後湯沢駅・長岡駅 - 新潟駅間で運行している特別急行列車（新幹線）の愛称である。
本項では、上越新幹線で運転されていた列車および、首都圏と新潟県を結んでいた優等列車の沿革についても記述する。

## 概要
新幹線の「とき」は、1982年11月15日に上越新幹線の各駅停車タイプの列車として運転を開始、速達タイプの列車は「あさひ」として運転を開始した。その後、1997年10月1日に東北・上越新幹線の列車名を運転区間別とする再編が行われ、東京駅・越後湯沢駅 - 新潟駅間の列車は速達タイプ・各駅停車タイプを問わず全て「あさひ」に、東京駅 - 高崎駅・越後湯沢駅間の列車は全て「たにがわ」となり、「とき」は一時廃止された。
しかし、「あさひ」は「とき」の消滅と共に登場した長野新幹線（現：北陸新幹線の東京駅 - 長野駅間）の「あさま」と一文字違いで紛らわしく、利用客の中には高崎駅を過ぎたところで誤乗車に気付くなどのケースが多発した。またJRのみどりの窓口にある発券端末（マルス）には、社員の発券ミスを防ぐために漢字で「朝日」「浅間」と表示されていたほどであった。「とき」は新幹線開業前日まで上野駅 - 新潟駅間を運行していた特急列車の名称でもあり、さらには「佐渡島のトキ」という新潟県の県鳥かつ観光資源とも関係の深い名であったことなどから、新潟県内を中心に「復活」を求める声が廃止直後から強く、新潟県などの関係機関からもJR東日本に対し列車名を「とき」に変更するよう要請が行われた。このような経緯から、2002年12月1日のダイヤ改正で東京駅・越後湯沢駅 - 新潟駅間を運転する列車が「あさひ」から「とき」に変更され、「あさひ」は廃止された。
なお、かつて存在した2階建車両（E1系・E4系）を使用する列車は「Maxあさひ」、列車名変更後は「Maxとき」の名称で運行されていた。
在来線では、1962年6月10日から1982年11月14日まで、上越線初の特急列車として「とき」が上野駅 - 新潟駅間を高崎線・上越線・信越本線経由で運転されていた。1972年10月にはエル特急に指定され、 1973年10月には13往復が運転され、上野駅・新潟駅の始発時刻は6時から18時台までほぼ1時間ヘッドで運転されるようになった。運行開始以来、約12年間は全列車に食堂車が連結されていたが、使用車両の置き換えに伴い1974年12月から食堂車のない列車が出現、1978年6月に全列車で食堂車営業を休止した。1982年11月の上越新幹線の開業によって廃止され、新幹線の名称として使用されるようになった。
また、「あさひ」は1960年から1982年まで仙台駅 - 新潟駅間を仙山線・奥羽本線・米坂線・羽越本線経由運転していた準急列車・急行列車の名称として使用されていた（「べにばな (列車)」を参照。）。なお、戦前には満州国で急行あさひが運行されていた。

### 列車名の由来

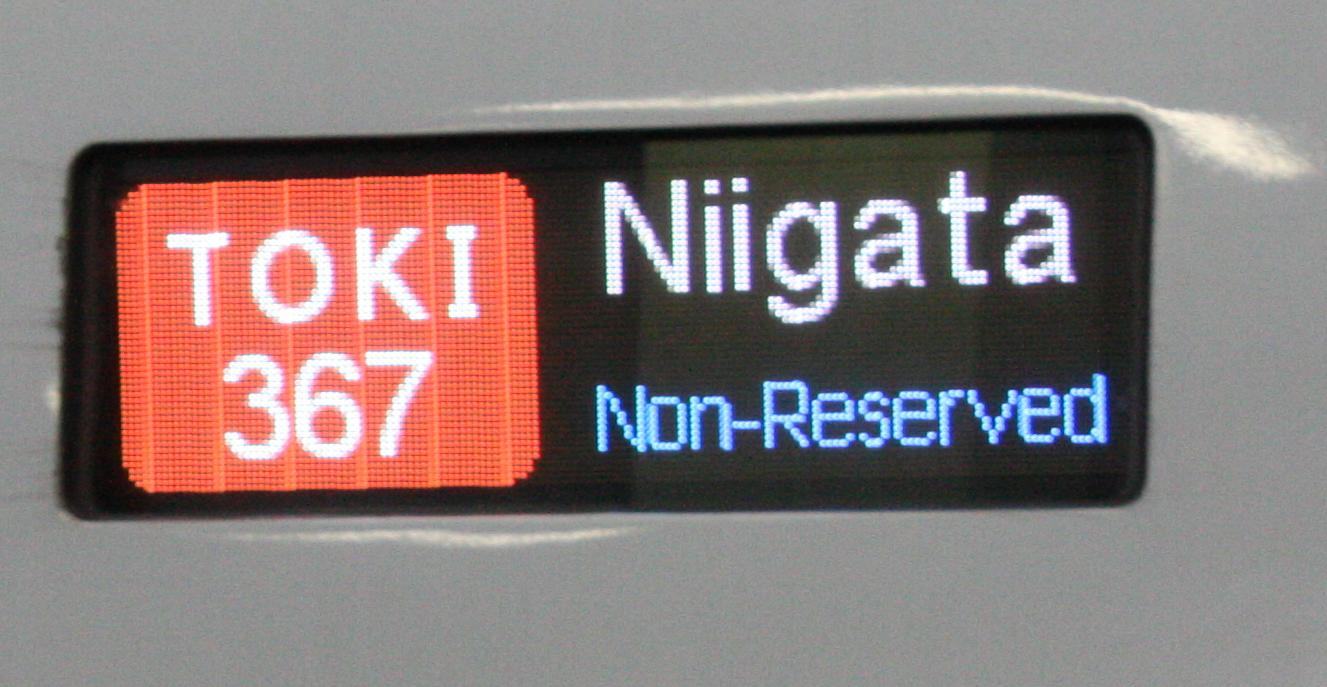
E2系「とき」

上越新幹線の列車名の選考にあたっては、紀行作家の宮脇俊三、作家の佐藤愛子、当時の国鉄副総裁と旅客局長など計5名で選考した。
「とき」は列車の運転開始当時、すでに特別天然記念物・国際保護鳥に指定されていた、佐渡島のトキ（朱鷺）にちなんだものである。新潟県内で親しまれていた列車名であったことから、地域に密着した列車となることを目指して命名されている。
「あさひ」は「朝昇る太陽」の明るいイメージがあり、初の列島横断新幹線である上越新幹線が日本海側に明るい光をもたらし、速達列車にふさわしいとして名付けられた。なお「べにばな」に改称した方の在来線の「あさひ」は、山形県の「朝日岳」にちなむ。

## 運行概況
東京駅 - 新潟駅間での運転を基本としているが、越後湯沢駅 - 新潟駅間で1往復・長岡駅 → 新潟駅間で下り1本（土曜・休日運休）が設定されている。区間運転の列車は、新潟県内の通勤・通学の足として運行されている。最速列車の311・312号は羽田 - 庄内間の飛行機対抗列車も兼ねており、東京 - 新潟 - 酒田間を4時間以内で結ぶ。
開業以来、基本的に後続列車には追い越されないダイヤであったが、運転区間の変更や停車パターンの複雑化、更には北陸新幹線開業に伴い、例外も増えている。時には他の「とき」や北陸新幹線の列車を追い越す「とき」や（とき311号が高崎駅であさま605号、上毛高原駅で先発のとき309号を追い越す）、逆に北陸新幹線の列車に追い越される「とき」（とき331号が高崎駅でかがやき511号に追い越される）がある。
過去には増解結も行われており、高崎駅もしくは越後湯沢駅で「Maxたにがわ」と増解結する「Maxとき」があった（臨時列車では他にも設定があった）がE4系の撤退により廃止された。
また、2013年3月16日のダイヤ改正までは、東京駅 - 新潟駅間ノンストップの列車が1往復設定されていた（Maxとき313号・314号）。所要時間は下りが1時間37分（東京駅9:12発 - 新潟駅10:49着）で上りが1時間40分（新潟駅8:59発 - 東京駅10:39着）である。下り「Maxとき」313号は東京駅を20分前に出発した「Maxとき」311号を高崎駅で追い越し、新潟駅へは25分も早く到着するのに対して、上り「Maxとき」314号は先行列車を追い越さない。これは、先発する「Maxとき」312号との間に36分の間隔が空いているためであった。2013年3月のダイヤ改正に伴い、大宮駅に追加停車される形でノンストップ列車は廃止された。
また、2015年3月14日のダイヤ改正にて、唯一大宮駅を通過する列車であった「Maxとき」310号が同駅に追加停車となったため、上越新幹線のみならず東北新幹線・北陸新幹線を含め、JR東日本の新幹線全列車が大宮駅停車となった。また、日中時間帯に運転されていた「たにがわ」の削減に伴い、これを補完する形で一部列車の停車駅を追加したが、2016年3月26日のダイヤ改正で、昼間の一部列車の停車駅が見直された。
2021年10月1日にE4系が撤退し、2階建車両で運転される「Maxとき」が廃止された。2023年3月改正でE2系も撤退し、同時に臨時列車で運転する「とき」号は原則2桁の号数が割り当てられ、全車指定席扱いとなる。但し、毎年8月2日・3日に「長岡まつり大花火大会」が開催される時には、輸送力を増強する観点から普通車全車自由席の臨時列車を長岡～新潟駅間で運転し、号数は「たにがわ」号と同じ400番台の号数が割り当てられる。また帰りの東京方面への臨時列車についても自由席を設定した列車が設定される。なお臨時列車の中には、新潟県の「朱鷺メッセ」で大規模なコンサートやイベントがある際、帰宅時に東京へのアクセスを確保するため、定期列車のとき311号・312号とほぼ同様に上野駅・大宮駅のみ停車し、大宮 - 新潟駅間はノンストップの速達便が設定されることがある。

### 停車駅
- ●：停車、ー：通過、→：通過（下り列車のみ運転）、←：通過（上り列車のみ運転）

| 号数        | 下り本数 | 上り本数 | 東京駅 | 上野駅 | 大宮駅 | 熊谷駅 | 本庄早稲田駅 | 高崎駅 | 上毛高原駅 | 越後湯沢駅 | 浦佐駅 | 長岡駅 | 燕三条駅 | 新潟駅 | 備考                                        |
| ----------- | -------- | -------- | ------ | ------ | ------ | ------ | ------------ | ------ | ---------- | ---------- | ------ | ------ | -------- | ------ | ------------------------------------------- |
| 300 - 347号 | 1        | 1        | ●      | －     | ●      | －     | －           | －     | －         | －         | －     | －     | －       | ●      |                                             |
| 300 - 347号 | 0        | 1        | ●      | ●      | ●      | ←      | ←            | ←      | ←          | ←          | ←      | ●      | ●        | ●      |                                             |
| 300 - 347号 | 1        | 0        | ●      | ●      | ●      | →      | →            | ●      | →          | →          | →      | ●      | →        | ●      |                                             |
| 300 - 347号 | 2        | 2        | ●      | ●      | ●      | －     | －           | ●      | －         | ●          | ●      | ●      | ●        | ●      |                                             |
| 300 - 347号 | 1        | 0        | ●      | ●      | ●      | →      | →            | ●      | →          | ●          | →      | ●      | ●        | ●      |                                             |
| 300 - 347号 | 8        | 6        | ●      | ●      | ●      | －     | －           | ●      | ●          | ●          | ●      | ●      | ●        | ●      |                                             |
| 300 - 347号 | 0        | 1        | ●      | ●      | ●      | ←      | ←            | ●      | ●          | ●          | ←      | ●      | ●        | ●      |                                             |
| 300 - 347号 | 1        | 1        | ●      | ●      | ●      | －     | －           | －     | －         | ●          | ●      | ●      | ●        | ●      |                                             |
| 300 - 347号 | 3        | 1        | ●      | ●      | ●      | ●      | －           | ●      | －         | ●          | －     | ●      | ●        | ●      |                                             |
| 300 - 347号 | 0        | 1        | ●      | ●      | ●      | ●      | ←            | ●      | ←          | ●          | ●      | ●      | ←        | ●      |                                             |
| 300 - 347号 | 0        | 1        | ●      | ●      | ●      | ●      | ←            | ●      | ●          | ●          | ←      | ●      | ●        | ●      |                                             |
| 300 - 347号 | 1        | 0        | ●      | ●      | ●      | ●      | ●            | ●      | ●          | ●          | →      | ●      | →        | ●      |                                             |
| 300 - 347号 | 1        | 0        | ●      | ●      | ●      | ●      | →            | ●      | ●          | ●          | ●      | ●      | ●        | ●      |                                             |
| 300 - 347号 | 1        | 4        | ●      | ●      | ●      | ●      | ●            | ●      | ●          | ●          | ●      | ●      | ●        | ●      |                                             |
| 300 - 347号 | 2        | 1        | ●      | ●      | ●      | ●      | ●            | ●      | －         | ●          | ●      | ●      | ●        | ●      |                                             |
| 300 - 347号 | 2        | 1        | ●      | ●      | ●      | ●      | －           | ●      | －         | －         | －     | ●      | ●        | ●      |                                             |
| 300 - 347号 | 0        | 1        | ●      | ●      | ●      | ●      | ●            | ●      | ←          | ←          | ←      | ●      | ●        | ●      |                                             |
| 300 - 347号 | 0        | 1        | ●      | ●      | ●      | ●      | ←            | ●      | ←          | ●          | ●      | ●      | ●        | ●      |                                             |
| 300 - 347号 | 0        | 1        | ●      | ●      | ●      | ●      | ●            | ●      | ←          | ●          | ←      | ●      | ←        | ●      |                                             |
| 480・481号  | 1        | 1        |        |        |        |        |              |        |            | ●          | ●      | ●      | ●        | ●      | 480号は1-4号車の自由席のみ乗車可。          |
| 491号       | 1        | 0        |        |        |        |        |              |        |            |            |        | ●      | ●        | ●      | 土曜・休日運休。1-4号車の自由席のみ乗車可。 |

### 所要時間
- 東京駅 - 高崎駅間：最速48分（305号ほか）
- 東京駅 - 越後湯沢駅間：最速1時間6分（303号）
- 東京駅 - 長岡駅間：最速1時間21分（326号）
- 東京駅 - 新潟駅間：最速1時間29分（311号）

### 北陸新幹線金沢開業前
北陸新幹線金沢開業前は、鉄道で北陸方面に向かう場合、上越新幹線から越後湯沢ではくたか号に乗り継ぐルートが一般的であった。そのため当時は東京・大宮～越後湯沢間ノンストップの列車が5往復存在した。またE4系が現役だった当時は、東京～高崎(上り列車)・越後湯沢(下り列車)でMaxたにがわ号を併結する列車が存在した。

#### 停車駅
- ●：停車、ー：通過、→：通過（下り列車のみ運転）、←：通過（上り列車のみ運転）

| 号数             | 下り本数 | 上り本数 | 東京駅 | 上野駅 | 大宮駅 | 熊谷駅 | 本庄早稲田駅 | 高崎駅 | 上毛高原駅 | 越後湯沢駅 | 浦佐駅 | 長岡駅 | 燕三条駅 | 新潟駅 | 備考                                                        |
| ---------------- | -------- | -------- | ------ | ------ | ------ | ------ | ------------ | ------ | ---------- | ---------- | ------ | ------ | -------- | ------ | ----------------------------------------------------------- |
| 300 - 352号      | 1        | 1        | ●      | －     | ●      | －     | －           | －     | －         | －         | －     | －     | －       | ●      | 2013年3月ダイヤ改正までは大宮も通過していた。               |
| 300 - 352号      | 0        | 1        | ●      | ←      | ←      | ←      | ←            | ←      | ←          | ●          | ●      | ●      | ●        | ●      | Max310号。新幹線では最後の大宮通過便。                      |
| 300 - 352号      | 1        | 0        | ●      | →      | ●      | →      | →            | →      | →          | ●          | →      | ●      | ●        | ●      | 347号                                                       |
| 300 - 352号      | 1        | 3        | ●      | ●      | ●      | －     | －           | －     | －         | ●          | －     | ●      | ●        | ●      |                                                             |
| 300 - 352号      | 3        | 1        | ●      | ●      | ●      | －     | －           | －     | －         | ●          | ●      | ●      | ●        | ●      |                                                             |
| 300 - 352号      | 0        | 1        | ●      | ●      | ●      | ←      | ←            | ●      | ←          | ←          | ←      | ●      | ●        | ●      |                                                             |
| 300 - 352号      | 0        | 1        | ●      | ●      | ●      | ●      | ←            | ●      | ←          | ←          | ←      | ●      | ●        | ●      | Max300号。高崎～東京間でMaxたにがわ号と併結。               |
| 300 - 352号      | 0        | 1        | ●      | ●      | ●      | ●      | ●            | ●      | ←          | ←          | ←      | ●      | ●        | ●      |                                                             |
| 300 - 352号      | 1        | 0        | ●      | ●      | ●      | ●      | →            | ●      | →          | →          | ●      | ●      | →        | ●      |                                                             |
| 300 - 352号      | 2        | 1        | ●      | ●      | ●      | ●      | －           | ●      | －         | －         | ●      | ●      | ●        | ●      |                                                             |
| 300 - 352号      | 4        | 2        | ●      | ●      | ●      | －     | －           | ●      | －         | ●          | －     | ●      | ●        | ●      | Max325号とMax341号は東京～越後湯沢間でMaxたにがわ号と併結。 |
| 300 - 352号      | 5        | 6        | ●      | ●      | ●      | －     | －           | ●      | －         | ●          | ●      | ●      | ●        | ●      | Max350号は高崎～東京間でMaxたにがわ号と併結。               |
| 300 - 352号      | 1        | 1        | ●      | ●      | ●      | ●      | －           | ●      | －         | ●          | －     | ●      | ●        | ●      |                                                             |
| 300 - 352号      | 2        | 2        | ●      | ●      | ●      | ●      | －           | ●      | －         | ●          | ●      | ●      | ●        | ●      | Max338号は高崎～東京間でMaxたにがわ号と併結。               |
| 300 - 352号      | 0        | 2        | ●      | ●      | ●      | ←      | ←            | ●      | ●          | ●          | ●      | ●      | ●        | ●      |                                                             |
| 300 - 352号      | 1        | 0        | ●      | ●      | ●      | ●      | ●            | ●      | ●          | ●          | →      | ●      | →        | ●      |                                                             |
| 300 - 352号      | 0        | 1        | ●      | ●      | ●      | ●      | ←            | ●      | ●          | ●          | ●      | ●      | ●        | ●      |                                                             |
| 300 - 352号      | 0        | 1        | ●      | ●      | ●      | ●      | ●            | ●      | ←          | ●          | ●      | ●      | ●        | ●      |                                                             |
| 300 - 352号      | 1        | 0        | ●      | ●      | ●      | ●      | ●            | ●      | ●          | ●          | →      | ●      | ●        | ●      |                                                             |
| 300 - 352号      | 4        | 2        | ●      | ●      | ●      | ●      | ●            | ●      | ●          | ●          | ●      | ●      | ●        | ●      | Max349号は東京～越後湯沢間でMaxたにがわ号と併結。           |
| Max480・Max481号 | 1        | 1        |        |        |        |        |              |        |            | ●          | ●      | ●      | ●        | ●      |                                                             |
| Max491号         | 1        | 0        |        |        |        |        |              |        |            |            |        | ●      | ●        | ●      | 土曜・休日運休                                              |

### 使用車両・編成
JR東日本は新幹線の線区別に使用車両を統一する方針であり、上越新幹線はE7系に統一されている。「とき」はE7系の12両編成が使用されている。グランクラスの営業も行われるが、専任アテンダントによる車内サービスはなく、全列車座席のみの営業である。なお2012年9月28日まではE1系、2013年3月15日までは200系、2021年10月1日まではE4系、2023年3月17日まではE2系も使用されていた。また2016年から2020年までは越後湯沢 - 新潟間の一部列車でE3系700番台「現美新幹線」が使用されていた。

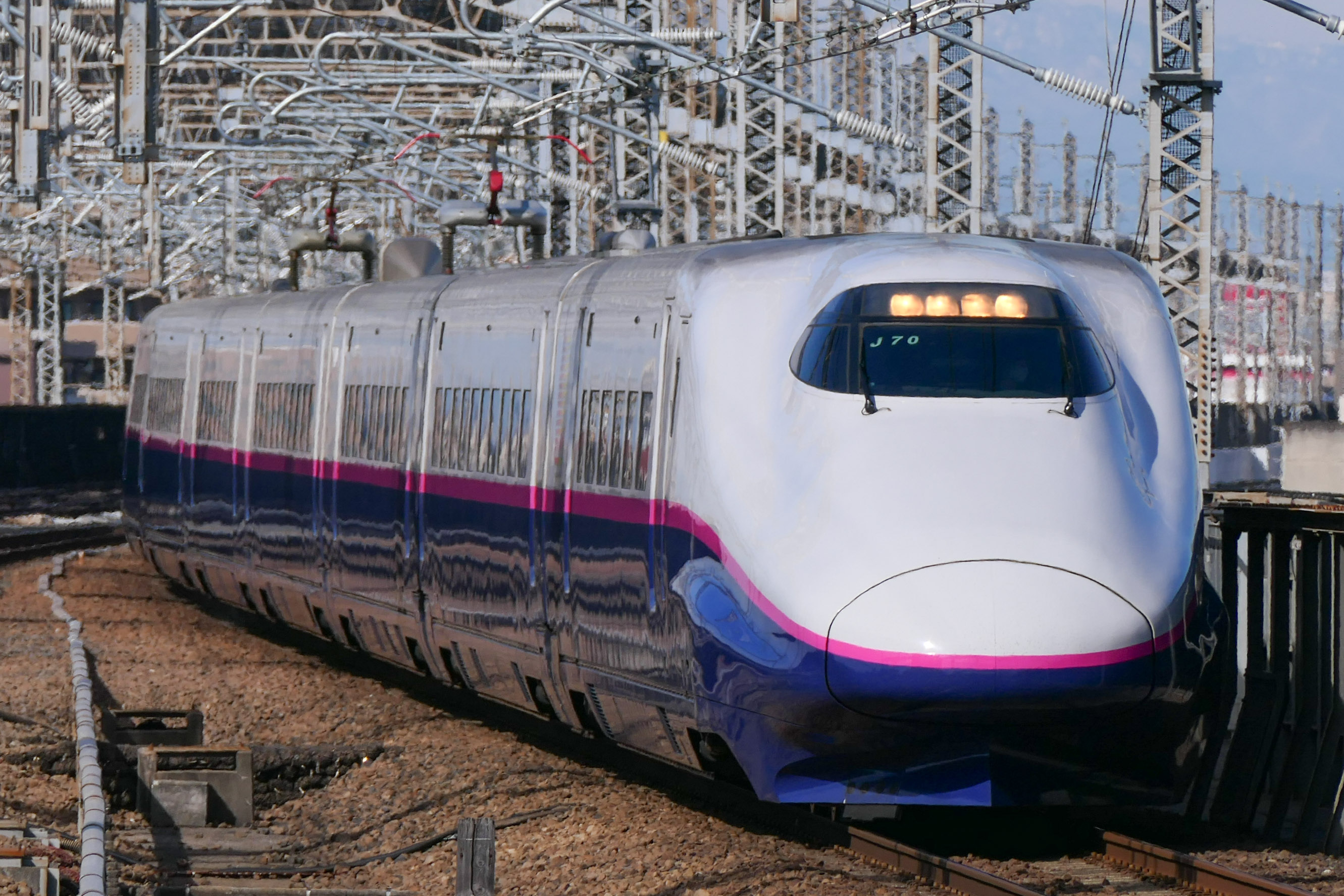
E2系
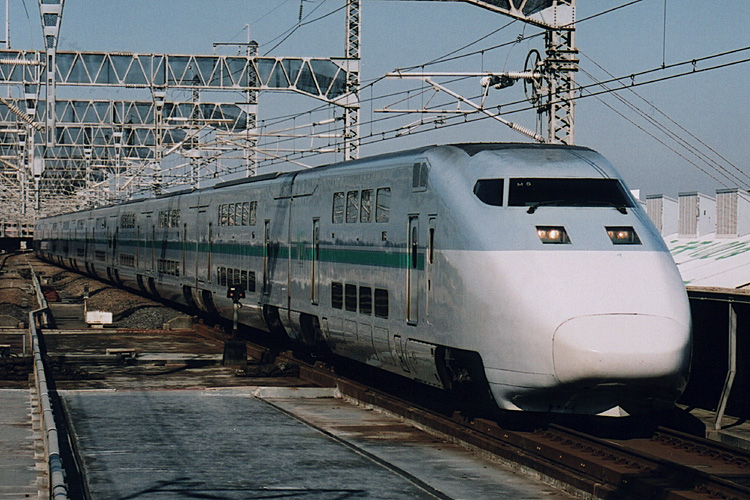
E1系
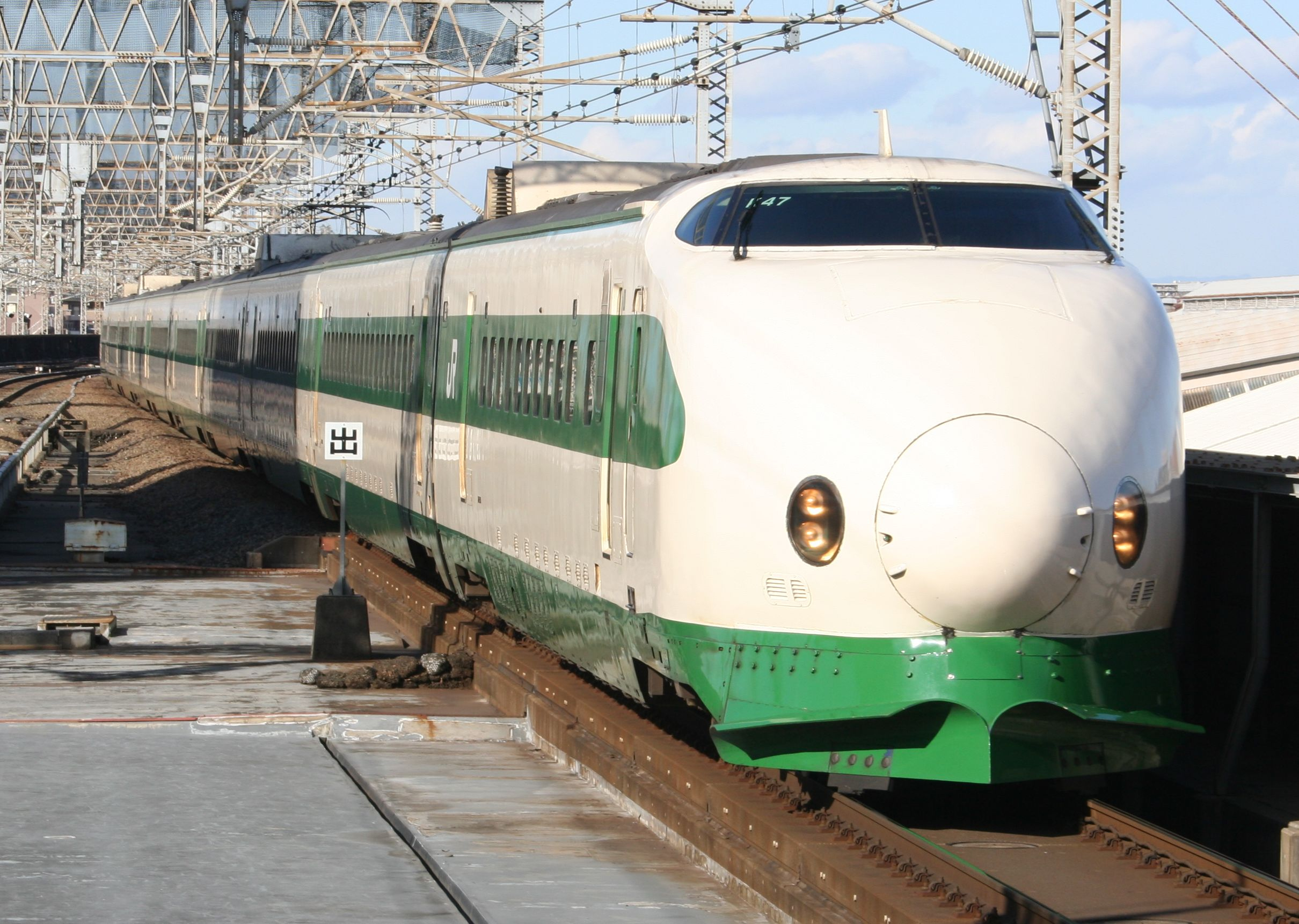
200系
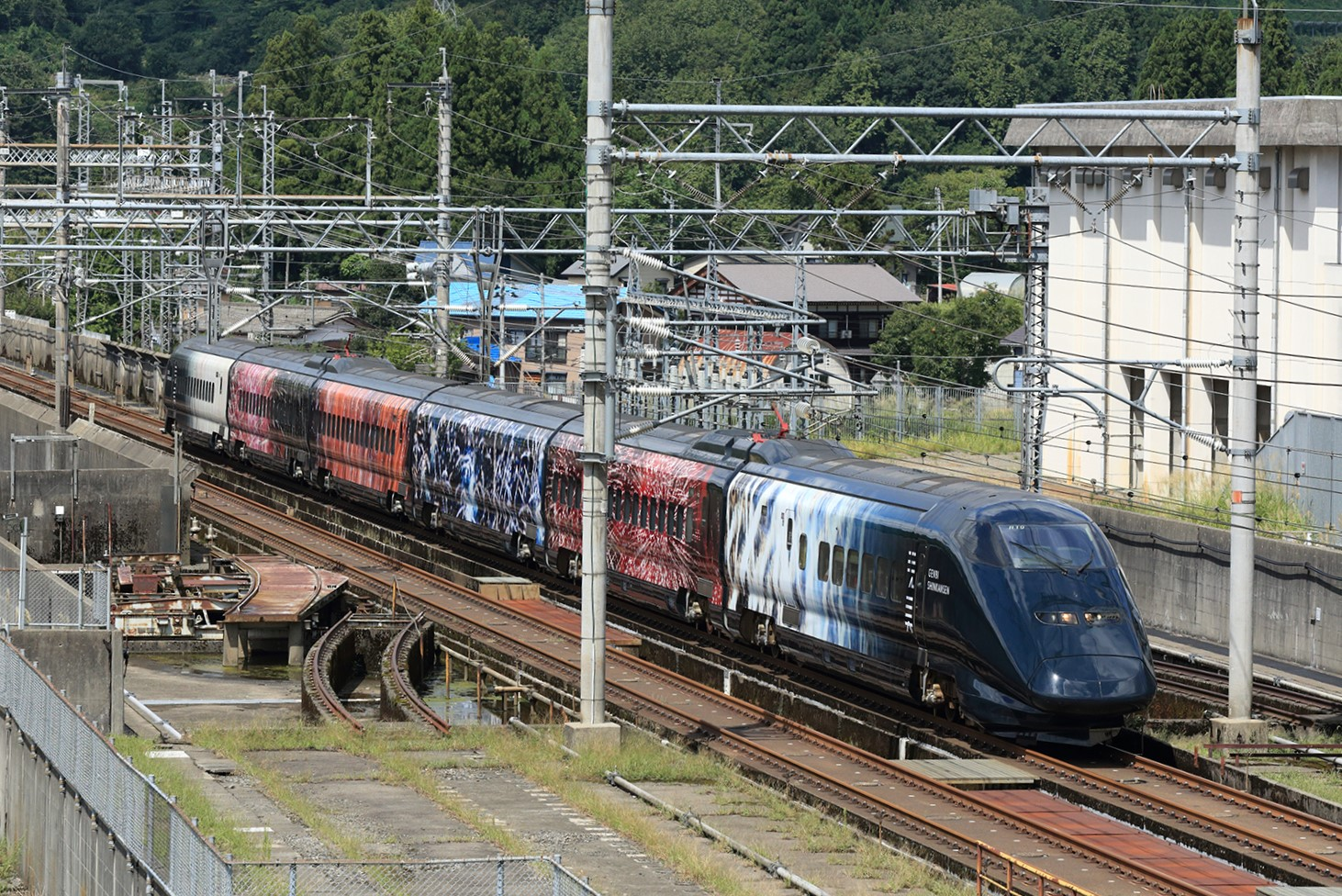
E3系「現美新幹線」
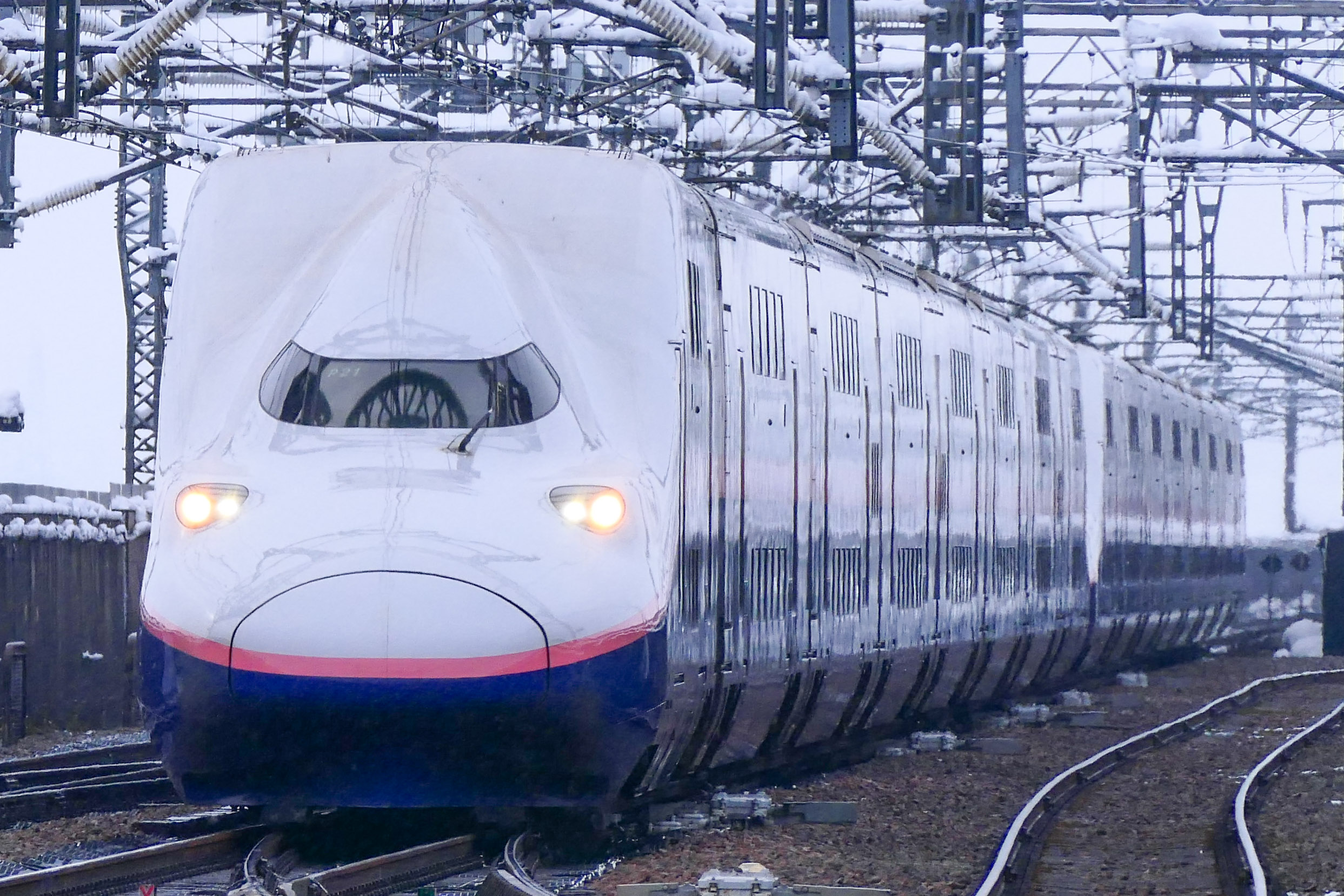
E4系

## 沿革
- 1982年（昭和57年）11月15日：上越新幹線が開業。これに先立ち、列車愛称を制定。速達タイプを「あさひ」、各駅停車タイプを「とき」とした。
- 1990年（平成2年）3月10日：「あさひ」1・3号において、上毛高原→浦佐間で専用の改造を施し、200系F90番台編成を使用した275km/hでの運転を開始。山陽新幹線で500系「のぞみ」が300km/hでの運転を開始するまでは、1992年に運行を開始した「のぞみ」の270km/hをわずかに超える日本最高速で走行する列車でもあった。
- 1994年（平成6年）7月15日：E1系Max営業運転開始。「Maxあさひ」「Maxとき」新設。
- 1997年（平成9年）10月1日：東北・上越新幹線の列車名を運転区間別とする列車名の再編が行われ、東京駅・越後湯沢駅 - 新潟駅間の列車がすべて「あさひ・Maxあさひ」、東京駅 - 高崎駅・越後湯沢駅間の列車をすべて「たにがわ・Maxたにがわ」とし、「とき・Maxとき」は一時廃止[2]。
- 1998年（平成10年）12月8日：速達「あさひ」2往復にE2系[注 9]を投入[9]。
- 1999年（平成11年）12月4日：200系F90番台編成による「あさひ」の275km/運転を終了。
- 2000年（平成12年）12月31日：新潟駅 - 東京駅間の最終列車「Maxあさひ336号」は列車名を「ミレナリオMaxあさひ336号」に変更して運転。
- 2002年（平成14年）
  - 6月：FIFA（国際サッカー連盟）主催サッカーワールドカップの開催に伴い、新潟スタジアム開催分の試合のサポーター輸送として、以下の日程で臨時列車を運行。6月15日は試合開始が20:30となった為、午前2時台まで深夜便を運行[10]。
    - 6月1日：グループE アイルランドvsカメルーン
    - 6月3日：グループG クロアチアvsメキシコ
    - 6月15日：決勝トーナメント1回戦 デンマークvsイングランド

  - 12月1日：この時のダイヤ改正で、東京駅・越後湯沢駅 - 新潟駅間の列車を「あさひ・Maxあさひ」から「とき・Maxとき」に変更[1][3]。5年ぶりに「とき」の名称が復活。
- 2004年（平成16年）
  - 3月13日：E2系が運用から撤退。全列車の最高速度を210km/hから240km/hに引き上げ[11]。
  - 10月23日：この日発生した新潟県中越地震により、「とき」325号（200系K25編成）が浦佐駅 - 長岡駅間の滝谷トンネル付近で脱線。なお、国内の新幹線車両の営業運転中の脱線は史上初。詳細は上越新幹線脱線事故を参照。
  - 12月28日：臨時ダイヤで復旧。当分の間、被災区間では徐行運転を行い、安全が確認された後に通常ダイヤに復帰した。
- 2007年（平成19年）3月18日：上越新幹線の全列車が禁煙となる。
- 2012年（平成24年）9月29日：「Maxとき」の使用車両をE4系に統一し、E1系が運用から撤退。
- 2013年（平成25年）
  - 1月26日：E2系の上越新幹線での使用を再開し、200系の「とき」の一部をE2系に置き換え。
  - 3月16日：東京駅 - 新潟駅間のノンストップ列車の使用車両をE4系からE2系に置き換え。同時に該当列車が大宮駅に停車するようになり、ノンストップ列車が消滅。200系が運用から引退。越後湯沢駅または高崎駅で分割・併合する越後湯沢駅発着の列車名を「Maxとき」から「Maxたにがわ」へ改称。
- 2015年（平成27年）3月14日：ダイヤ改正に伴い、唯一大宮駅を通過する列車である「Maxとき」310号が停車となるため、「とき・Maxとき」を含む上越新幹線の全列車が大宮駅に停車となる。
- 2016年（平成28年）4月29日：土日休日の臨時「とき」号として運用される観光列車「現美新幹線」が越後湯沢駅 - 新潟駅間で営業運転開始。
- 2019年（平成31年）3月16日：ダイヤ改正により、E7系の使用が開始。車内販売が飲料・菓子類・つまみ類のみ販売に縮小する[12]。
- 2020年（令和2年）
  - 4月8日：JR東日本が、新型コロナウイルス感染症（COVID-19）の感染拡大防止のため、同年4月9日 - 5月31日まで、車内販売およびグランクラスの指定席の発売および「とき」のグランクラスの営業を中止することを発表[13]。また同日、観光列車「現美新幹線」の運休も発表された[14]。
  - 4月14日：JR東日本が、新型コロナウイルス感染症（COVID-19）の感染拡大防止のため、同年6月1日 - 6月30日まで、グランクラスの指定席の発売を見合わせることを発表[15]。
  - 4月27日：JR東日本が、新型コロナウイルス感染症（COVID-19）の感染拡大の影響により、同年5月28日以降の全列車の指定席発売を見合わせることを発表[16]。
  - 5月13日 : JR東日本が、新型コロナウイルス感染症（COVID-19）の感染拡大防止により以下の運転計画および措置の実施を発表。
    - 同年5月21日以降、同年5月28日以降の列車の指定席発売を再開[17]。
    - 同年7月1日以降、当面の間のグランクラスの指定席の発売を見合わせることを発表[18]。
    - 車内販売は同年6月1日以降、当面の間中止継続すると発表。
    - 利用客の減少に伴い、同年5月28日以降の定期列車の一部を運休し、臨時ダイヤによる運行を実施[19]。
    - 観光列車「現美新幹線」は同年6月1日以降も運休延長すると発表。

  - 5月22日：JR東日本が、国の緊急事態宣言が解除されたことを理由に、同年5月28日以降に計画していた臨時ダイヤによる運行の実施を取りやめ、定期列車の運行を継続することを発表[20]。ただし、グランクラスのサービス中止は当面の間継続[20]。
  - 7月1日：グランクラスの営業サービスを再開[21]。
  - 12月19日 : 観光列車「現美新幹線」の運行終了[22]。
- 2021年（令和3年）
  - 1月16日：JR東日本が、新型コロナウイルス感染症（COVID-19）の感染拡大防止のため、同日より当面の間、車内販売の中止、グランクラス指定席発売および「とき」のグランクラスの営業を中止することを発表[23]。
  - 3月13日 : ダイヤ改正で下記の通りに変更[24]。
    - 上野駅 - 大宮駅間 （埼玉県内のみ） の最高速度を110 km/hから130 km/hに引き上げ、所要時間を短縮。
    - 新たに「とき」4往復にE7系を投入。

  - 10月1日：E4系が定期運行から撤退。「Maxとき」の定期運行が終了。
  - 10月2日：新たに「とき」8.5往復にE7系を投入。列車名を「とき」に統一。
- 2022年（令和4年）
  - 3月12日:新たに「とき」2往復にE7系を投入。E2系の本数削減。2往復が臨時列車に降格。[25]
- 2023年（令和5年）3月18日：E2系が定期運行から撤退。最高速度を275km/hに引き上げる。併せて臨時列車を全車指定席化。

## 首都圏対新潟県優等列車沿革

### 上越線開業から戦争まで
- 1931年（昭和6年）9月1日：上越線の高崎駅 - 宮内駅間が全通。上野駅 - 新潟駅・秋田駅間（新津駅で増解結）に1往復の昼行急行列車が設定され、同区間を7時間10分で結ぶ。
- 1940年（昭和15年）10月10日：急行列車の所要時間が6時間35分に短縮。
- 1943年（昭和18年）2月1日：戦争激化により、上越線の急行列車が廃止。

### 戦後の復興期
- 1945年（昭和20年）
  - 11月20日：上野駅 - 新潟駅間に1往復の昼行急行列車が設定。同区間を7時間48分で結ぶ。
  - 12月：石炭不足により、急行列車が廃止。
- 1946年（昭和21年）11月10日：上野駅 - 金沢駅間を上越線経由で結ぶ準急列車が1往復設定。
- 1947年（昭和22年）
  - 1月4日：石炭事情の悪化により、全国で急行列車・準急列車・二等車（のちのグリーン車）が全廃。
  - 6月21日：上野駅 - 新潟駅・金沢駅間（長岡駅で増解結）に、1往復の夜行急行列車が設定される。上野駅 - 新潟駅間の所要時間は8時間35分。
  - 10月1日：上越線の全線電化が完成。これは、全国的にみてもかなり早いものであった[注 10]。
- 1948年（昭和23年）7月1日：同日のダイヤ改正に伴い、上野駅 - 新潟駅・金沢駅間の夜行急行列車が分割され、上越線の急行列車は上野駅 - 新潟駅・秋田駅間の列車と、上野駅 - 金沢駅間の列車の2本となる。
- 1949年（昭和24年）
  - 9月15日：同日のダイヤ改正に伴い、上野駅 - 新潟駅間に1往復の昼行急行列車が設定。その一方で、夜行の上野駅 - 新潟駅・秋田駅間の急行列車は準急に格下げ。
  - 10月：上野駅 - 金沢駅間の急行列車の運転区間を大阪駅まで延長。
- 1950年（昭和25年）
  - 10月1日：同日のダイヤ改正に伴い、昼行の不定期急行列車は定期列車に格上げられ、上野駅 - 新潟駅間の所要時間は6時間50分に。また、上野駅 - 新潟駅・直江津駅間に夜行準急の運転区間を改める。
  - 11月1日：上野駅 - 金沢駅 - 大阪駅間の急行列車に「北陸」と命名され、上越線初の列車名称になる。

### 上越線の発展
- 1952年（昭和27年）10月1日：この年4月の高崎線の電化完成により、上野駅 - 新潟駅間の昼行急行列車が「越路」と命名。上野駅 - 新潟駅間の所要時間も6時間に短縮される。また、上野駅 - 新潟駅・直江津駅間の夜行準急列車は直江津行きが信越本線（長野駅）経由となり独立。
- 1954年（昭和29年）10月：上野駅 - 青森駅間にも上越線・羽越本線・奥羽本線経由の急行列車「津軽」が運転開始。
- 1956年（昭和31年）11月19日：同日のダイヤ改正に伴い、上野駅 - 新潟駅間に昼行急行として「佐渡」が運転を開始。同区間の昼行急行は「越路」との2列車になる。「佐渡」は上野駅 - 新潟駅間を5時間45分で運行。また「津軽」の定期列車区間が上野駅 - 秋田駅間に短縮され「羽黒」に改称。「北陸」の運転区間が上野駅 - 福井駅間に短縮。
- 1958年（昭和33年）4月25日：上野駅 - 新潟駅間の夜行準急列車が「越後」と命名。また、上野駅 - 越後湯沢間で「奥利根」が運転開始（下りの水上駅 - 越後湯沢間は普通列車）。湘南電車と呼ばれた80系電車(一部編成内に戦前形のクハ47形・サハ48形を混用)を使用し、上越線初の電車による優等列車に。
- 1959年（昭和34年）
  - 4月：上野駅 - 長岡駅間に、80系電車(一部編成内に戦前形のクハ47形・サハ48形を混用)を使用した準急「ゆきぐに」が設定される。
  - 9月22日：「北陸」の運転区間が金沢駅までに短縮。

### 特急の誕生と急行の黄金時代
- 1962年（昭和37年）
  - 2月1日：準急「ゆきぐに」を1往復増発。増発分は田町電車区の153系7両編成を運用し、下りのみ東京発で設定（上りは上野着で田町電車区まで東京駅経由で回送）。
  - 6月10日：信越本線の長岡駅 - 新潟駅間の電化が完成し、上野駅 - 新潟駅を高崎線・上越線・信越本線経由で運行する上越線初の特急列車として「とき」が運転開始。これにより上野駅 - 新潟駅間は4時間40分に短縮。また「ゆきぐに」2往復のうち1往復を新潟駅まで延長するとともに80系電車（一部編成内に戦前形のクハ47形・サハ48形を混用）使用列車については同車種でのまま急行に格上げ「弥彦」に改称。153系使用の列車は長岡発着の準急「ゆきぐに」のままで不変。
    - 「とき」を運行するにあたり、山岳区間に対応した161系電車[注 11]を新造。ヘッドマークには「朱鷺」の漢字が添えられた。
- 1963年（昭和38年）
  - 1月：上り急行「越路」が豪雪による吹雪の中で立往生。上野着は6日後となり、前代未聞の列車遅延（106時間31分延）となった[注 12]。
  - 1月24日：下り「とき」が豪雪のため三条駅で足止めとなり、翌日開通した上り線を新津駅まで逆行運転するなどして新潟駅に20時間10分遅れで到着した。
  - 1月25日 - 2月17日：豪雪により「とき」運休。
  - 3月26日：下り「弥彦」と上り「佐渡」は165系電車による運転を開始[注 13]。
  - 6月1日：1往復残っていた「ゆきぐに」が急行に格上げ（格上げ直前および長岡駅発着時代最末期のごく短期間のみ、153系7両編成から165系急行編成と同一の編成に置き換えて使用）され、新潟駅まで延長。同時に電車夜行急行の「越後」が運転開始。それまで座席・寝台両方を連結していた客車夜行急行であった「越後」は、寝台車中心の編成となり急行「天の川」と改称。また「弥彦」「佐渡」「越路」「ゆきぐに」「越後」の使用車両を165系電車に統一[注 14]。
- 1964年（昭和39年）6月16日 - 6月26日：新潟地震の影響により、「とき」などは運休になる。
- 1965年（昭和40年）
  - 3月：「とき」は2往復となる。
  - 10月1日：越後湯沢駅 - 新潟駅間に電車準急「ゆざわ」が、上野駅 - 秋田駅間に気動車急行「鳥海」が運転開始。また電車急行でも「弥彦」「越路」「ゆきぐに」を「佐渡」に統合し、それまでの「越後」を「越路」に改称する列車名の整理が行われ、ビュッフェ車1両が座席車に置換。
- 1966年（昭和41年）
  - 3月10日：「ゆざわ」が急行に格上げ。
  - 10月：「とき」が3往復に増発。
- 1967年（昭和42年）10月1日：上越線の全線複線化に伴うダイヤ改正が行われ、各列車のスピードアップが図られた。また、「とき」のうち1往復が東京駅へ乗り入れ。
- 1968年（昭和43年）10月1日：ヨンサントオのダイヤ改正により、次のように変更。
  - 「とき」は季節列車2往復が新設。
  - 「佐渡」は夜行の「越路」を統合した上で2往復増発され、8往復になる。
  - 「ゆざわ」は、越後湯沢駅 - 小出駅間が普通列車になる。
  - 「北陸」は上野駅 - 福井駅間の季節列車1往復が増発され、2往復になる。
  - 「鳥海」はそれまでの夜行急行「羽黒」なども統合して、昼行1往復・夜行2往復になる。

### 急行から特急の時代へ
- 1969年（昭和44年）10月1日：「とき」の季節列車が定期列車となり、5往復になる。「佐渡」は1往復が廃止されて7往復となる。上野駅 - 秋田駅間に羽越本線経由の気動車特急「いなほ」（キハ80系）が新設され、「鳥海」の昼行1往復は季節列車に。また上野駅 - 金沢駅間の特急「はくたか」が、それまでのキハ80系気動車から481・485系電車に変更された上で信越本線経由から上越線経由となる。
- 1970年（昭和45年）10月1日：「佐渡」1往復を特急「とき」に格上げ。「とき」「佐渡」ともに6往復になる。
- 1972年（昭和47年）
  - 3月15日：「とき」は1往復増発され、7往復になる。この時上野駅 - 新潟駅間の所要時間は3時間51分に。「ゆざわ」が廃止される。「天の川」は秋田行きとなる。
  - 10月2日：「とき」は3往復増発されて10往復になる。自由席を新設しエル特急に。「佐渡」はこのとき上野駅 - 長岡駅 - 直江津駅間に「よねやま」が運転開始したため1往復が廃止され、5往復になる。また「いなほ」は485系電車に変更され2往復に増発、うち1往復が青森駅発着となった。「鳥海」は夜行1往復が廃止され1往復になる。
- 1973年（昭和48年）
  - 4月1日：東北・上越新幹線建設工事に伴う上野駅 - 東京駅間の線路封鎖のため、「とき」の東京駅乗り入れを廃止。
  - 10月1日：「とき」は3往復増発されて13往復になり、6時から18時台までほぼ1時間ヘッドとなる。「佐渡」は1往復が廃止されて、昼行3往復・夜行1往復の4往復になる。また、「佐渡」「よねやま」のビュッフェ営業を休止。
- 1974年（昭和49年）12月28日：「とき」の181系電車の一部を、新製された食堂車を連結しない183系電車1000番台に置き換える（当時13往復のうち、朝・昼・夕の3往復の列車）[注 15]。なお、この183系1000番台のヘッドマークには161系→181系とは異なり、「朱鷺」の漢字は添えられなかった。
- 1975年（昭和50年）
  - 3月10日：「北陸」1往復が特急に格上げされ、もう1往復は「能登」に改称。
  - 4月14日 - 5月26日：上越線上り線の土合駅 - 湯檜曽駅間での落盤事故の影響により、同区間は下り線を使うことで復旧するが、線路容量が不足するため「とき」「佐渡」の半分が運休。
- 1978年（昭和53年）
  - 6月：「とき」の食堂車営業が休止。
  - 10月2日：ゴーサントオと呼ばれるダイヤ改正に伴い、「とき」が1往復増発、14往復になる。
- 1979年（昭和54年）
  - 4月：「はくたか」が1往復増発され2往復になる。
  - 7月：「いなほ」が1往復増発され3往復になる[注 16]。
- 1981年（昭和56年）10月1日：自由席1両が禁煙車となる。在来線特急としては初めて行われた。
  - 廃止されるまでの停車駅。
  - 上野駅−（大宮駅）−高崎駅−（渋川駅）−（水上駅）−〔越後中里駅〕−（越後湯沢駅）−〔石打駅〕−（六日町駅）−（浦佐駅）−（小出駅）−（小千谷駅）−長岡駅−（見附駅）−（東三条駅）−（加茂駅）−（新津駅）−新潟駅
  - （）内は一部停車、〔〕内はスキーシーズンの冬季に臨時停車。
- 1982年（昭和57年）11月15日：同日のダイヤ改正に伴い、「とき」「はくたか」は上越新幹線の開業によって廃止[注 17]。「佐渡」は新幹線開業とともに夜行便の削減などを行い3往復と減便されたが存続。「いなほ」は、2往復が新潟駅 - 秋田駅・青森駅間の新幹線連絡特急となり、残った上野駅 - 青森駅間の1往復は「鳥海」と改名。それまでの夜行急行「鳥海」は、特急に格上げされて「出羽」となる。
  - 急行「佐渡」「よねやま」廃止時の停車駅
  - 上野駅 - 赤羽駅 - 大宮駅 - 熊谷駅 - 〈深谷駅〉 - 〈本庄駅〉 - 高崎駅 - 〈新前橋駅〉 - 渋川駅 - 沼田駅 - 〈後閑駅〉 - 〈上牧駅〉 - 水上駅 - 〈湯檜曽駅〉 - （越後中里駅） - 越後湯沢駅 - 〈石打駅〉 - （塩沢駅） - 六日町駅 - （五日町駅） - 浦佐駅 - 小出駅 - 越後川口駅 - 小千谷駅 - 長岡駅 - 見附駅 - 東三条駅 - 加茂駅 - 新津駅 - 新潟駅
  - 「よねやま」号の長岡駅以降の停車駅
  - 長岡駅 - 来迎寺駅 - 柏崎駅 - 柿崎駅 - 直江津駅
  - 〈〉内は一部停車駅、（）内は臨時停車駅。
- 1985年（昭和60年）3月14日：「佐渡」「鳥海」「よねやま」は、新幹線上野駅延伸開業を機に廃止。また、急行「天の川」を臨時列車に格下げ。
- 1987年（昭和62年）9月3日：夜行快速列車、「ムーンライト」（現在の「ムーンライトえちご」）が運転開始。
- 1990年（平成2年）9月1日：上野駅 - 青森駅間に上越線経由の寝台特急「鳥海」が運転開始。
- 1993年（平成5年）12月1日：寝台特急「出羽」が廃止。
- 1994年（平成6年）：臨時急行「天の川」が廃止。
- 1996年（平成8年）：上野駅 - 秋田駅間に上越線経由で臨時急行「うえつ」が運転される。
- 1997年（平成9年）
  - 3月22日：「鳥海」が「あけぼの」に改称。同日に「はくたか」が北越急行ほくほく線の開業に伴い、同線と上越線（越後湯沢駅 - 六日町駅間）を経由する越後湯沢駅 - 金沢駅間の新幹線連絡特急として復活。
  - 10月1日：「能登」が信越本線経由から再び上越線経由になる[2]。
- 2004年（平成16年）10月23日 - 2005年（平成17年）3月25日：新潟県中越地震により「あけぼの」「能登」「ムーンライトえちご」が運休。
- 2009年（平成21年）3月14日：快速「ムーンライトえちご」が臨時列車に格下げ。
- 2014年（平成26年）3月15日：寝台特急「あけぼの」が臨時列車に格下げ。これにより上越線全線（高崎 - 宮内間）を走行する定期優等列車が消滅。

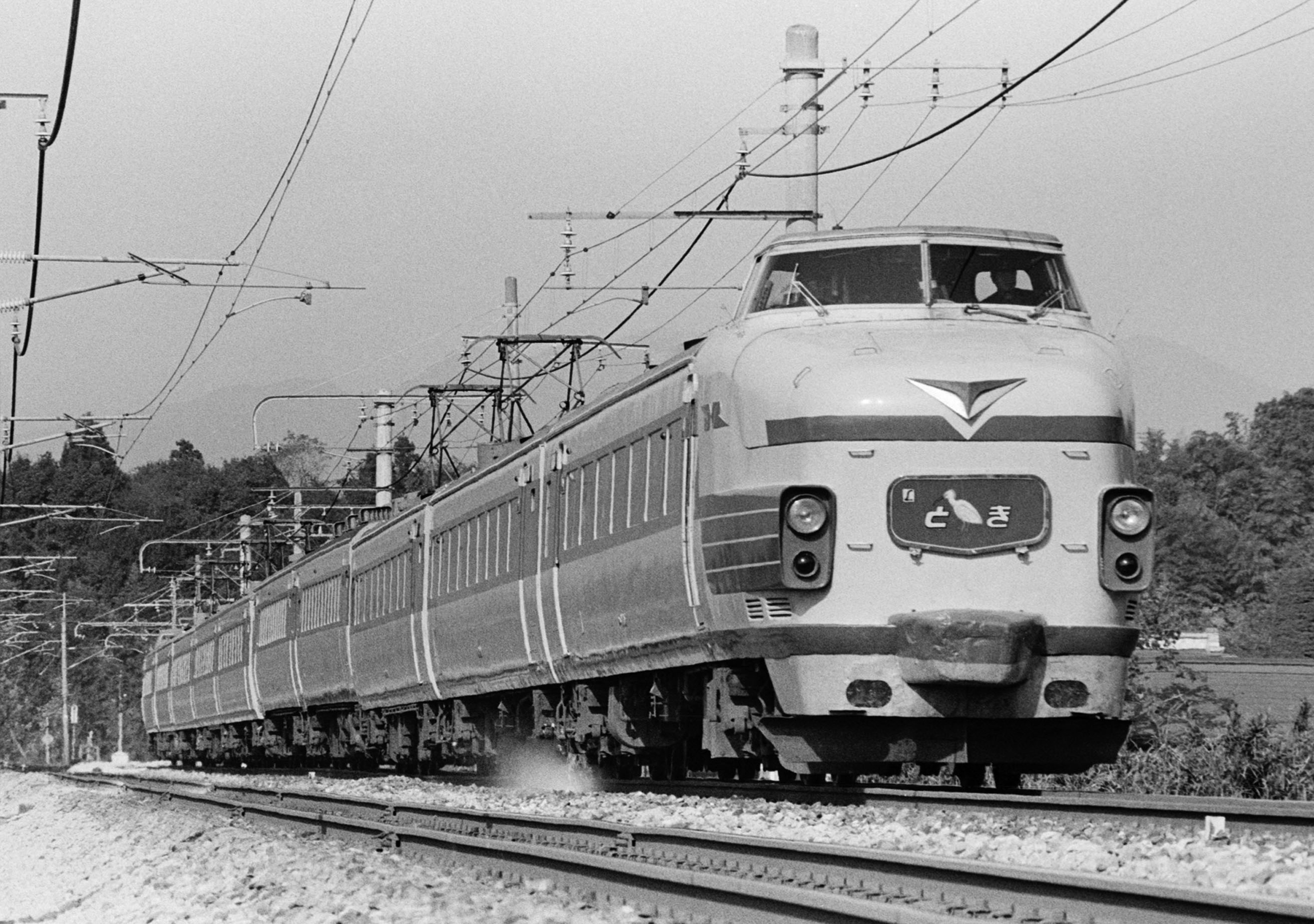
181系による特急「とき」（1982年11月 敷島駅 - 渋川駅間）
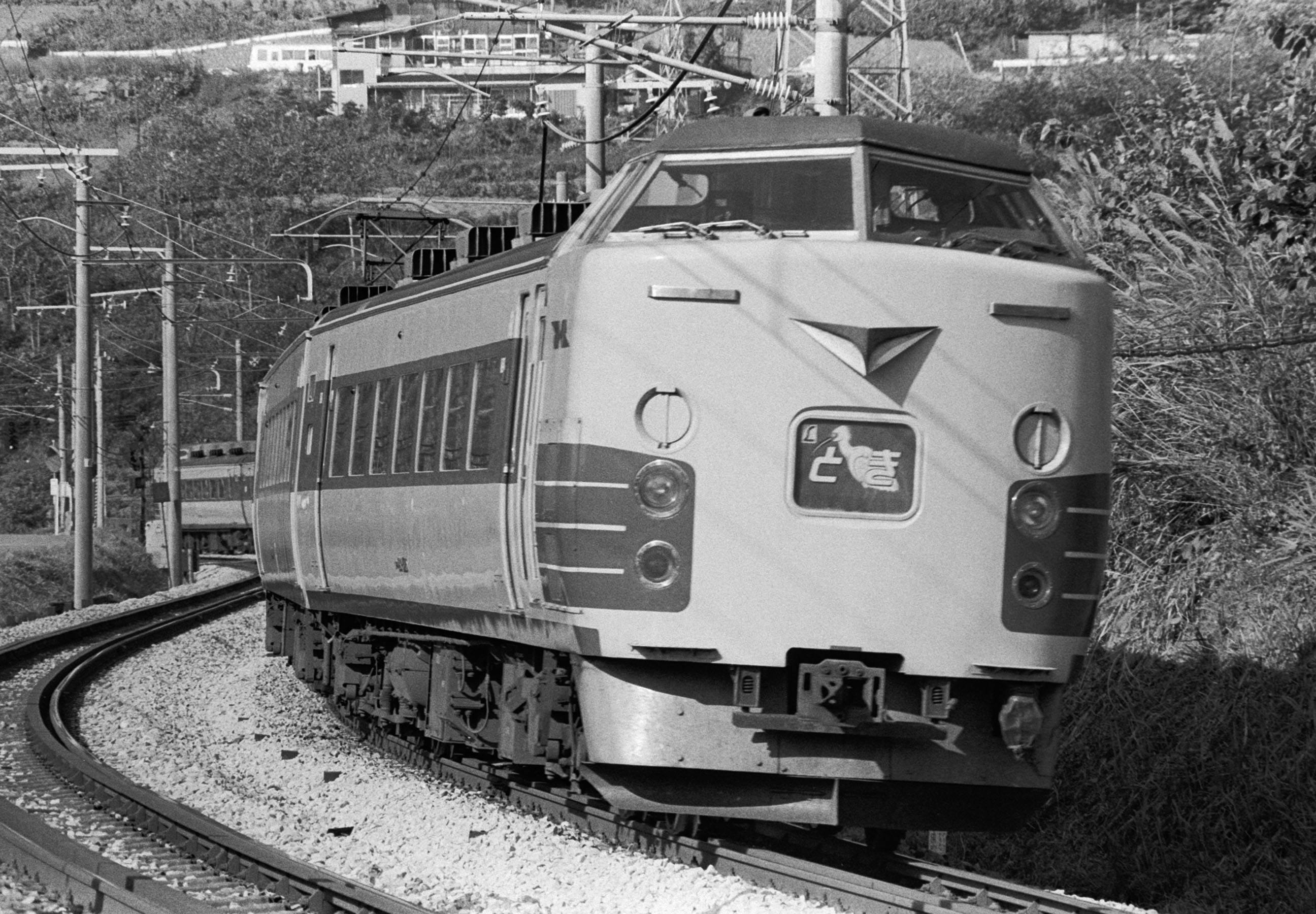
183系による特急「とき」（1982年11月 津久田駅 - 岩本駅間）
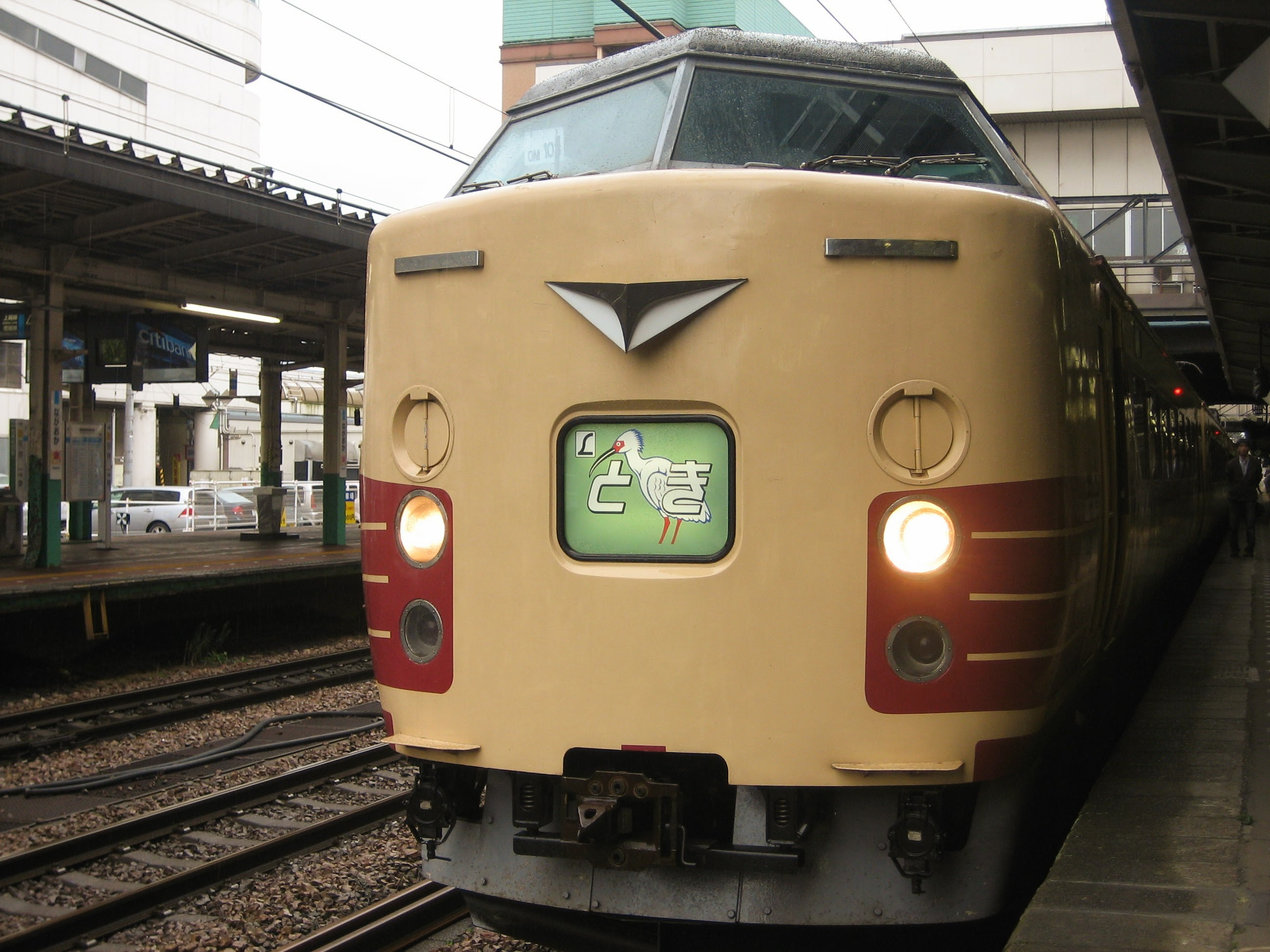
183系によるリバイバル特急「とき」（2009年 長岡駅）
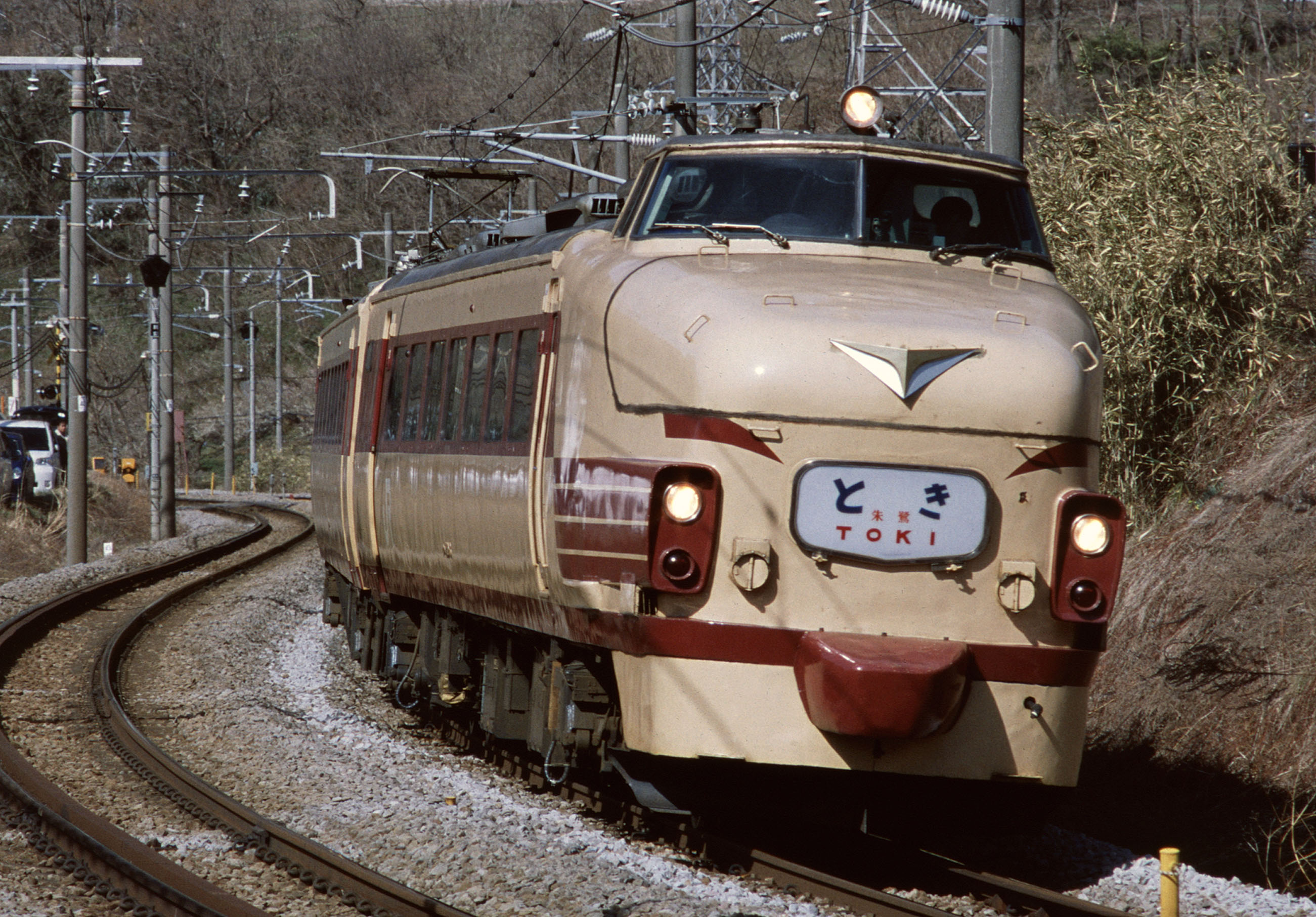
489系によるリバイバル特急「とき」（2010年3月 津久田駅 - 岩本駅間）

### 列車名の由来
（五十音順）

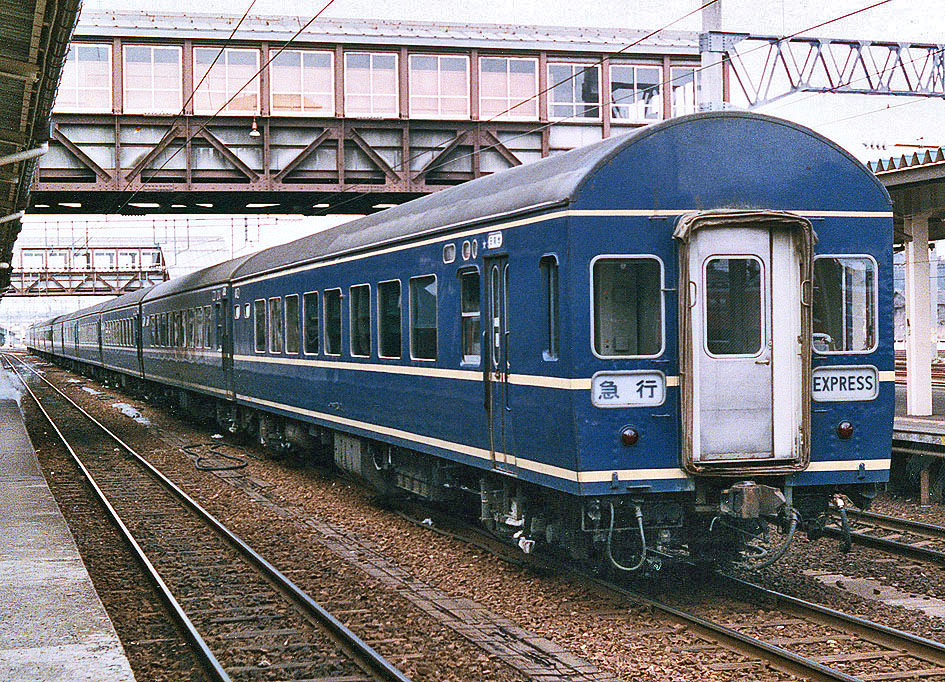
国鉄20系客車急行「天の川」（1985年3月、秋田駅）

- 「あけぼの」：明け方を表す「曙」にちなむ。
- 「天の川」（あまのがわ）：夜行列車の愛称は天体にちなむ慣例から、銀河の異称である天の川から。但し、後述する「佐渡」と合わせて、松尾芭蕉の俳句である「荒海や　佐渡に横たふ　天の河」となるという洒落がある。
- 「いなほ」：庄内平野で盛んな稲作の「稲穂」にちなむ。
- 「越後」（えちご）：新潟県の旧国名「越後」にちなむ。
- 「越路」（こしじ）：「越の国への路」の意味。越後へ向かう列車という意味を込めて。
- 「佐渡」（さど）：新潟県沖の日本海上に浮かぶ、「佐渡島」にちなむ。
- 「鳥海」（ちょうかい）：山形県・秋田県の県境にある「鳥海山」から。
- 「津軽」（つがる）：青森県西部の地域名の「津軽」より命名。後に特急「つがる」へと引き継がれた。
- 「出羽」（でわ）：山形県・秋田県の旧国名「出羽」から。また庄内地方と村山地方に跨る出羽三山から。
- 「能登」（のと）：石川県の「能登半島」より。
- 「羽黒」（はぐろ）：出羽三山の一つである、「羽黒山」 から。
- 「北陸」（ほくりく）：北陸地方への列車であることからの命名。
- 「弥彦」（やひこ）：新潟県の「弥彦山」にちなむ。
- 「ゆきぐに」：川端康成の小説、「雪国」にちなむ。
- 「ゆざわ」：新潟県南魚沼郡の「湯沢町」にちなむ。
- 「よねやま」：新潟県柏崎市にある「米山」にちなむ。